# Nicolas Stocker
Nicolas Stocker (* 1988 in Zürich) ist ein Schweizer Fusionmusiker (Schlagzeug, Perkussion, Komposition).

## Leben und Wirken
Stocker wuchs in einer Musikerfamilie auf und spielt seit dem fünften Lebensjahr Klavier und seit dem elften Lebensjahr Schlagzeug. Von 2008 bis 2011 absolvierte er das Bachelor-Studium an der Zürcher Hochschule der Künste. Ein mehrmonatiger Studienaufenthalt in New York mit Privatunterricht bei Jim Black, Mark Guiliana, Kendrick Scott und Dan Weiss schloss sich an. 2011 bis 2013 studierte er Musikpädagogik an der Zürcher Kunsthochschule bis zum Master; weiterhin erhielt er Kompositionsunterricht bei Felix Profos und studierte an der Hochschule Luzern bei Gerry Hemingway, Norbert Pfammatter und Pascal Pons.
Stocker leitete seine eigene Band Bells for Pony. Auch arbeitete er mit Chris Wiesendanger, Dominique Girod, Martin Baumgartner, Florian Favre und Florian Egli zusammen. Er war zudem Mitglied bei Betapartner, Ursina, Philipp Eden Trio und Janett´s Jazzmusikbaukasten; seit 2013 gehört er zu Nik Bärtschs Mobile (Continuum 2016) und ging mit dieser Band international auf Tournee. Mit dem Pianisten Raphael Loher und dem Gitarristen Urs Müller gründete er das Trio Kali, das 2017 auf dem Jazz Festival Willisau auftrat und 2018 sein Album Riot veröffentlichte. Mit der Sängerin Marena Whitcher spielt er im Surrealism-Pop-Duo Whitcher & Stocker. Gemeinsam mit der Sopranistin Larissa Bretscher und Christian Wyss bildete er das Indie-Pop-Trio Marylane, das bisher auf zwei Alben dokumentiert ist.
2018 veröffentlichte Stocker sein Album Solo. Bei Zürich tanzt war er im selben Jahr als Solist mit 100 Tänzern in der Zürcher Bahnhofshalle zu erleben. Mit der Pianistin und Sängerin Areni Agbabian legte er 2019 das Album Bloom (ECM Records) vor.

## Preise und Auszeichnungen
Stocker war 2012 Förderpreisträger der Friedl Wald Stiftung. 2013 folgte der Berti Alter Förderpreis. Mit dem Trio Kali errang er 2017 den Publikumspreis beim ZKB Jazzpreis.